# Pierre Raphaël
Pierre Raphaël (* 1975) ist ein französischer Mathematiker, der sich mit partiellen Differentialgleichungen befasst.
Raphaël studierte von 1995 bis 1998 an der École polytechnique und wurde 2004 bei Frank Merle an der Université de Cergy-Pontoise promoviert (Étude de la dynamique explosive des solutions de l’ équation deSchrödinger nonlinéaire {\displaystyle L^{2}} critique). 2004 wurde er Chargé de Recherche des CNRS. 2003 war er am Institute for Advanced Study. 2006/07 war er Assistant Professor an der Princeton University und 2007 wurde er Assistenzprofessor an der Universität Toulouse (Paul Sabatier) und Adjunct Professor an der École Polytechnique. 2012 wurde er Professor an der Universität Nizza (Sophia Antipolis) und 2019 Herchel Smith Professor für reine Mathematik an der Universität Cambridge.
2010 war er Gastprofessor an der ETH Zürich, 2012 am Massachusetts Institute of Technology und 2015 Chancellor Professor an der University of California, Berkeley. Er war Schlumberger Professor am IHES.
Er befasst sich insbesondere mit nichtlinearen Evolutionsgleichungen für Wellen z. B. in Flüssigkeiten, der Ausbildung von Singularitäten (Blow up) bei diesen und Energie-Konzentrationsmechnismen. Unter anderem befasste er sich mit der nichtlinearen Schrödingergleichung, der Korteweg-de-Vries-Gleichung (Solitonengleichungen) und den Euler- und Navier-Stokes-Gleichungen der Hydrodynamik. Außerdem befasste er sich mit Stabilitätsfragen bei gravitativen Systemen.
Mit Frank Merle, Igor Rodnianski und Jérémie Szeftel fand er Anfangsbedingungen für Lösungen mit endlicher Energie der zwei- und dreidimensionalen Navier-Stokes- und Euler-Gleichungen für kompressible Flüssigkeiten mit blow up in endlicher Zeit an einem Punkt (Implosion mit unendlicher Dichte).
2008 erhielt er einen ERC Starting Grant und 2015 einen ERC Consolidator Grant. 2011 wurde er Junior-Mitglied des Institut Universitaire de France. 2019 wurde er Wolfson Fellow der Royal Society. 1998 erhielt er den Prix L. E. Rivot und 2014 den Grand Prix Alexandre Joannides der französischen Akademie der Wissenschaften.
2014 war er eingeladener Sprecher auf dem Internationalen Mathematikerkongress in Seoul (On singularity formation in Hamiltonian evolution equations).
Für 2023 wurde Raphaël der Bôcher Memorial Prize zugesprochen.
Ebenfalls 2023 erhielt er den Clay Research Award.

## Schriften (Auswahl)
- mit F. Merle: Sharp upper bound on the blow-up rate for the critical nonlinear Schrödinger equation. In: Geometric & Functional Analysis. Band 13, 2003, S. 591–642.
- mit F.Merle: On universality of blow-up profile for L2 critical nonlinear Schroedinger equation. In: Inventiones Mathematicae. Band 156, 2004, S. 565–672.
- mit F. Merle: Blow up dynamic and upper bound on the blow up rate for critical nonlinear Schrödinger equation. In: Ann. Math. Band 161, 2005, S. 157–222.
- Existence and stability of a solution blowing up on a sphere for a L2 supercritical nonlinear Schrödinger equation. In: Duke Math. J. Band 134, 2006, S. 199–258.
- mit F. Merle: On a sharp lower bound on the blow-up rate for the L² critical nonlinear Schrödinger equation. In: Journal of the American Mathematical Society. Band 19, 2006, S. 37–90.
- mit M. Lemou, F. Mehats: Orbital stability of spherical gravitational systems. In: Inventiones mathematicae. Band 187, 2012, S. 145–194.
- mit I. Rodnianski: Stable blow up dynamics for the critical co-rotational wave maps and equivariant Yang-Mills problems. In: Publications mathématiques de l’IHÉS. Band 115, 2012, S. 1–122.
- mit F. Merle, I. Rodnianski: Blowup dynamics for smooth data equivariant solutions to the critical Schrödinger map problem. In: Inventiones mathematicae. Band 193, 2013, S. 249–365.